# Solna község
Solna község (svédül: Solna kommun) Svédország 290 községének egyike. Stockholm megyében található, székhelye formálisan Solna település, ami egybeesik a községgel. A község területe gyakorlatilag egybeépült Stockholm községgel és a főváros egyik külvárosát alkotja.

## Részei, felosztásai
Solna község a 2016-os svéd közigazgatási reformtól kezdve két körzetre (distrikt) oszlik: Solna és Råsunda.
A község hivatalos városrészei, amelyek főleg ingatlan-nyilvántartási szempontból játszanak szerepet, a következők:
- Bergshamra
- Haga
- Hagalund
- Huvudsta
- Järva
- Råsunda
- Skytteholm
- Ulriksdal

A városrészek hivatalos felosztásán kívül élnek még a köznyelvben a település egyes részeinek hagyományos nevei is, amik a következők:
- Agnesberg (Järva városrészben)
- Arenastaden (Järva városrészben)
- Bagartorp (Järva városrészben)
- Ballongberget (Järva városrészben)
- Filmstaden (Råsunda városrészben)
- Frösunda (Järva városrészben)
- Ingenting (Huvudsta városrészben)
- Järvastaden (Järva városrészben)
- Karlberg (Huvudsta városrészben)
- Kungshamra (Bergshamra városrészben)
- Ritorp (Järva városrészben)
- Rudviken (Hagalund városrészben)
- Råstahem (Järva városrészben)
- Solna Business Park (ingår i stadsdelen Skytteholm)
- Solna kyrkby (Haga városrészben)
- Solna strand (Huvudsta városrészben)
- Stocksundstorp (Bergshamra városrészben)
- Vasalund (Råsunda városrészben)
- Västra skogen (Huvudsta városrészben)